# Before I Let Go
Before I Let Go é uma canção da banda americana de soul e funk, Maze Lançada como segundo single de seu álbum ao vivo, Live in New Orleans de 1981. Beyoncé fez uma versão e incluiu como faixa bônus em seu álbum ao vivo, Homecoming: The Live Album de 2019.

## Desempenho nas tabelas musicais

### Posições
| Tabela musical (1981)                    | Melhor posição |
| ---------------------------------------- | -------------- |
| Estados Unidos (R&B Singles) (Billboard) | 13             |

## Versão de Beyoncé
Before I Let Go é uma canção da cantora norte-americana Beyoncé, gravada e incluída como faixa bônus em seu álbum ao vivo, Homecoming: The Live Album de 2019. Apesar de não ter sido lançada como single, a faixa entrou na parada musical de vários países, incluindo Estados Unidos, onde alcançou a posição 65 da Billboard Hot 100.

## Composição
A faixa contém amostras de "Get Ready Ready" escrita e interpretada pelo rapper de Nova Orleães, DJ Jubileee e interpolações de "Candy" escrita por Larry Blackmon e Tomi Jenkins e interpretada pela banda, Cameo.

## Recepção
O cantor e compositor da faixa, vocalista da banda Maze, Frankie Beverly enalteceu a versão em entrevista a Billboard, dizendo ser "um dos pontos altos da (sua) vida ... em uma classe própria "e o fez" se sentir maior do que nunca e sente também ter um enorme sucesso por aí. "Outras pessoas fizeram minhas músicas, mas o jeito que ela fez isso foi em uma classe própria, estou ouvindo pessoas de quem não ouço falar há anos. Ela fez algo que afetou minha vida”, disse ele.
 
A cantora Anita Baker também elogiou a faixa em sua página do Twitter, dizendo "Rainha mantendo o R&B vivo".

## Desempenho nas tabelas musicais

### Posições
| Tabela musical (2019)                         | Melhor posição |
| --------------------------------------------- | -------------- |
| Bélgica (Airplay Chart top 50 de Flandres)    | 9              |
| Eslováquia (IFPI República Eslovaca)          | 90             |
| Estados Unidos (Billboard Hot 100)            | 65             |
| Estados Unidos (R&B/Hip-Hop Songs)            | 24             |
| Estados Unidos (Adult R&B Songs) (Billboard)  | 5              |
| Irlanda (Official Irish Singles Chart Top 50) | 71             |
| Lituânia (AGATA Top 100)                      | 47             |
| Reino Unido (Official Singles Chart Top 100)  | 77             |
| Suécia (Sverigetopplistan Top 100)            | 73             |